# Conescharellina parviporosa
Conescharellina parviporosa är en mossdjursart som beskrevs av Ferdinand Canu och Ray Smith Bassler 1929. Conescharellina parviporosa ingår i släktet Conescharellina och familjen Biporidae. Inga underarter finns listade i Catalogue of Life.